# Hovråd
Hovråd är en titel som i äldre tider använts för personer som är verksamma inom ett kungligt eller kejserligt hov. Titeln var vanligare vid utländska hov än i Sverige. Den kan avse:
- En person som ingår i ett hovråd - en rådgivande församling till härskaren. Vanligare utomlands än i Sverige.
- En enskild person med varierande uppgifter inom hovförvaltningen, i vissa fall rådgivare till kungen.

På 1500-talet beskrevs funktionen: Hofråden skulle skiftevis biträda konungen vid handläggning af de vid hofvet dagligen förekommande ärendena, särskildt rättegångssaker.
På 1700-talet beskrevs funktionen: Alla residenter (kunde få) namn af hoffråd, som är en titul .. på cantzliestaten upförd med cammarherres rang. det vill säga personer vid hovet kunde få denna titel och bli avlönade för detta. Tjänsteställningen motsvarade en kammarherres.

### Uppslagsverk
- Svenska Akademiens ordbok